# José Navarrete
José Ignacio Navarrete Torres (Cerro Navia, 25 de enero de 1998) es un futbolista chileno, juega como defensa en San Luis de la Primera B de Chile.

## Trayectoria
Oriundo de Cerro Navia, su primer contacto con el fútbol fue a los 5 años en la Escuela Unión Santa Victoria de su comuna natal. Su debut profesional ocurrió de la mano del técnico Erwin Durán, quien lo llevó a Deportes Copiapó en 2018 de la Primera B chilena, y la temporada siguiente a Arturo Fernández Vial de la Segunda División profesional.
En 2020, tras aprobar una prueba, ficha por Ñublense de la Primera B chilena, donde lograría coronarse como campeón de la categoría, y logrando el ascenso a la Primera División, siendo parte importante del equipo que se coronó campeón de la división. En 2022, ficha por Deportes Puerto Montt del ascenso chileno, donde juega una temporada. En diciembre de 2022, se anuncia su fichaje por Deportes Temuco, de la misma división con vistas a la temporada 2023.
En enero de 2024 es anunciado como nuevo jugador de Deportes Santa Cruz de la Primera B chilena.

## Estadísticas
| Club                          | Div.       | Temporada  | Liga  | Liga  | Copas nacionales | Copas nacionales | Torneos internacionales | Torneos internacionales | Total | Total |
| Club                          | Div.       | Temporada  | Part. | Goles | Part.            | Goles            | Part.                   | Goles                   | Part. | Goles |
| ----------------------------- | ---------- | ---------- | ----- | ----- | ---------------- | ---------------- | ----------------------- | ----------------------- | ----- | ----- |
| Deportes Copiapó · Chile      | 2.ª        | 2018       | 6     | 0     | —                | —                | —                       | —                       | 6     | 0     |
| Deportes Copiapó · Chile      | Total club | Total club | 6     | 0     | 0                | 0                | 0                       | 0                       | 6     | 0     |
| Arturo Fernández Vial · Chile | 3.ª        | 2019       | 18    | 0     | 1                | 0                | —                       | —                       | 19    | 0     |
| Arturo Fernández Vial · Chile | Total club | Total club | 18    | 0     | 1                | 0                | 0                       | 0                       | 19    | 0     |
| Ñublense · Chile              | 2.ª        | 2020       | 17    | 0     | —                | —                | —                       | —                       | 17    | 0     |
| Ñublense · Chile              | 1.ª        | 2021       | 1     | 0     | 3                | 0                | —                       | —                       | 4     | 0     |
| Ñublense · Chile              | Total club | Total club | 18    | 0     | 3                | 0                | 0                       | 0                       | 21    | 0     |
| Deportes Puerto Montt · Chile | 2.ª        | 2022       | 25    | 0     | 2                | 0                | —                       | —                       | 27    | 0     |
| Deportes Puerto Montt · Chile | Total club | Total club | 25    | 0     | 2                | 0                | 0                       | 0                       | 27    | 0     |
| Deportes Temuco · Chile       | 2.ª        | 2023       | 3     | 0     | —                | —                | —                       | —                       | 3     | 0     |
| Deportes Temuco · Chile       | Total club | Total club | 3     | 0     | 0                | 0                | 0                       | 0                       | 3     | 0     |
| Total club                    | Total club | Total club | 65    | 0     | 6                | 0                | 0                       | 0                       | 71    | 0     |
| 1. 2.                         |            |            |       |       |                  |                  |                         |                         |       |       |

## Palmarés

### Campeonatos nacionales
| Título    | Club     | País  | Año  |
| --------- | -------- | ----- | ---- |
| Primera B | Ñublense | Chile | 2020 |